# Semi-deserto del bacino del Qaidam
Il semi-deserto del bacino del Qaidam è un'ecoregione dell'ecozona paleartica, definita dal WWF (codice ecoregione: PA1324).

## Territorio
Il Qaidam è un graben, o valle infossata, che giace tra le catene montuose degli Altun Shan a nord (le cui vette più alte oltrepassano i 6000 m) e del Kunlun a sud (le cui vette più alte superano i 7000 m). Anche la parte occidentale dei Qilian Shan racchiude il bacino del Qaidam. Questo misura circa 850 km da est ad ovest e circa 300 km da nord a sud, ed ha un'altitudine di 2700-3000 m.
A causa dell'altitudine elevata e della grande distanza dagli effetti mitigatori dell'oceano, il bacino del Qaidam presenta un clima estremamente severo nonostante la sua posizione a basse latitudini temperate. Gli inverni sono lunghi e molto rigidi, e in primavera la regione è soggetta a forti venti e tempeste di sabbia. La temperatura media annuale è di circa -6 °C, ma durante la stagione calda, nelle zone più depresse del bacino, si registrano temperature medie comprese tra i 18 e i 20 °C. Il Qaidam si trova a nord di una serie di catene montuose che lo tagliano quasi completamente fuori dall'influsso del monsone dell'Asia meridionale, che apporta grandi quantità di precipitazioni su gran parte dell'altopiano del Tibet. Le montagne a nord bloccano le incursioni dell'umidità di provenienza artica. Di conseguenza, il centro del bacino, specialmente la sua parte occidentale, è una delle zone più aride della Cina (con valori medi di precipitazioni annue di 35 mm), mentre le zone più elevate, nei pressi della base delle montagne, ricevono precipitazioni un po' più consistenti, per lo più durante i temporali estivi.

## Flora
La maggior parte del bacino del Qaidam è ricoperta da una rada vegetazione desertica che si sviluppa su un terreno ghiaioso ben permeabile. Un aspetto tipico dell'ecologia di queste aree sono i cespugli sparsi che si sviluppano nelle parti superiori delle conoidi alluvionali, dove le acque sotterranee si trovano più in superficie, e nei canyon dove i fiumi emergono dalle montagne. Le aree pianeggianti distanti dalle montagne sono quasi completamente prive di vegetazione. La parte orientale del bacino riceve più precipitazioni ed è ricoperta da una copertura vegetale relativamente più alta. Tra le specie dominanti figurano arbusti xerofili che tollerano bene il freddo come Haloxylon ammodendron (il saxaul nero, famiglia Amaranthaceae), tamerici (Reaumuria spp.) e la gimnosperma Ephedra przewalskii. Altre specie presenti sono Nitraria tangutorum, Salsola collina e Tamarix spp. La parte occidentale del bacino è ricoperta da un arido deserto quasi del tutto privo di vegetazione, con distese di ghiaia e di sabbie in movimento. Altre aree del bacino sono ricoperte da depositi di sale profondi fino a 15 m.
La parte meridionale del bacino del Qaidam, dove le altitudini sono inferiori, funge da ricettacolo per i fiumi provenienti dalle catene montuose adiacenti. In questa parte del bacino si trovano vasti prati salini e paludi salmastre. La vegetazione caratteristica di questo gelido ambiente alluvionale, salino o alcalino, è costituita da Kobresia littledalei, Leymus secalinus e Polygonum sibiricum.
Le pendici montane circostanti, ad altitudini superiori, consentono lo sviluppo di arbusti adattati a condizioni di gelo, vento e semiaridità. La vegetazione di questo deserto alpino è costituita perlopiù da Ajania tibetica e da una pianta cusciniforme, Ceratoides compacta. Piccole erbe aghiformi come Stipa subsessiliflora formano in alcuni punti una sottile copertura erbosa.
Le oasi, alimentate dalle acque di fusione delle montagne circostanti, consentono lo sviluppo di foreste di pioppo dell'Eufrate (Populus euphratica). L'ecologia di questi luoghi, tuttavia, è stata seriamente alterata dall'agricoltura irrigua.

## Fauna

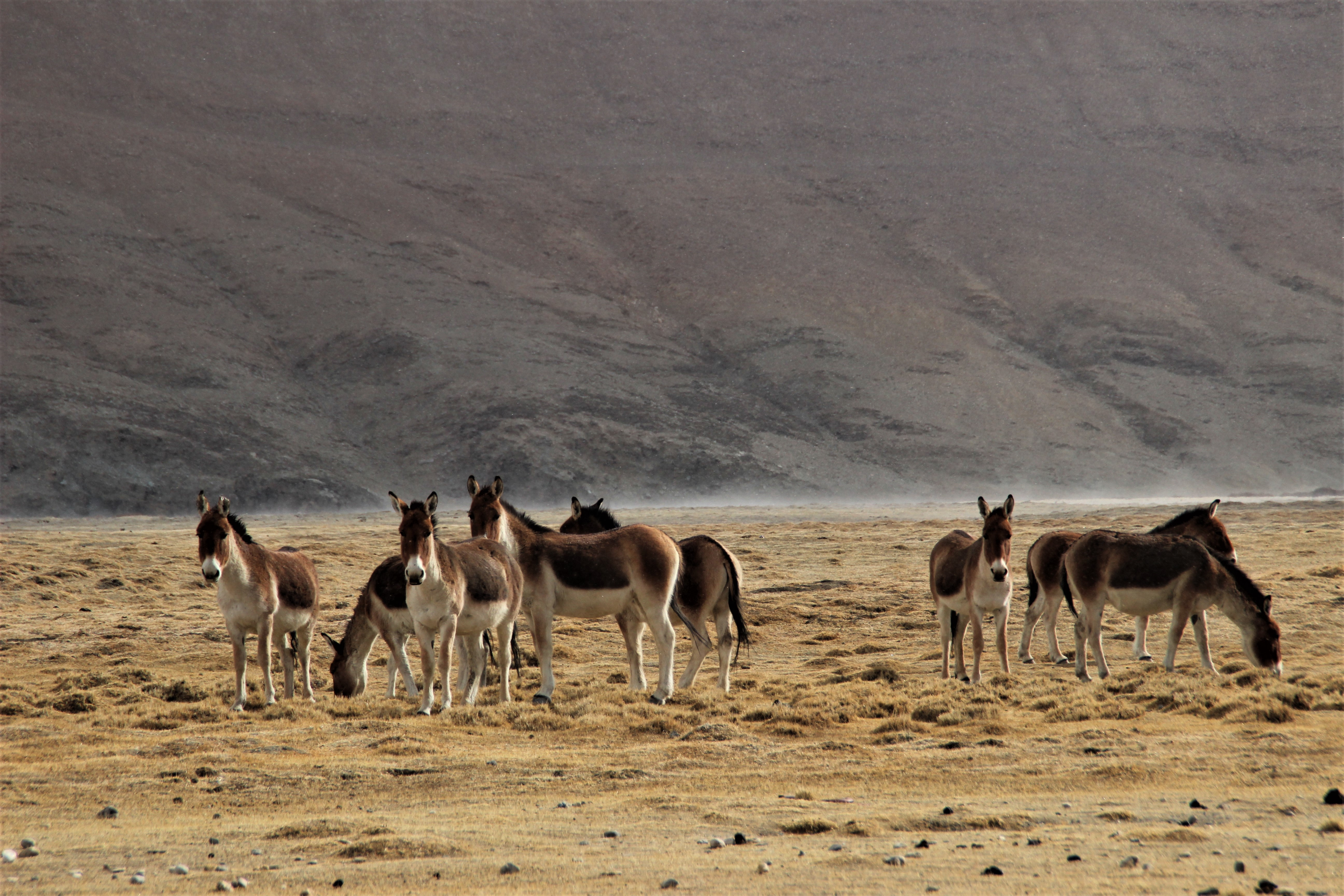
Esemplari di kiang (Equus kiang)

Tra i grandi mammiferi registrati durante un sopralluogo effettuato nel 1986 nel bacino del Qaidam e nelle vallate delle montagne circostanti figuravano predatori come l'orso bruno (Ursus arctos), il lupo (Canis lupus), la volpe rossa (Vulpes vulpes) e la lince (Felis lynx), e ungulati come la gazzella gozzuta (Gazella subgutturosa) e il bharal (Pseudois nayaur). Venne rinvenuta anche la lepre lanosa (Lepus oiostolus). Tra i mammiferi qui avvistati nel 1972 e non individuati nel 1986 vi erano il kiang (Equus kiang) e lo yak selvatico (Bos grunniens). Nei mercati visitati nel 1986 furono trovate anche pelli appartenenti ad altre specie animali, ma queste potevano non provenire da popolazioni del bacino del Qaidam.
Il bacino del Qaidam è stato una delle ultime roccaforti in Cina per il cammello della Battriana (Camelus ferus) e il cavallo di Przewalski (Equus ferus przewalskii), ma molto probabilmente sono oggi scomparsi entrambi dalla regione. Il bacino non consente l'allevamento di un gran numero di cammelli domestici. Le boscaglie e le foreste delle vallate di montagna lungo i pendii a sud del bacino del Qaidam ospitano una comunità animale più ricca e numerosa, della quale fanno parte anche il mosco (Moschus spp.) e l'antilope tibetana (Pantholops hodgsonii).
Sebbene l'erpetofauna di questa regione non sia ancora stata ben studiata, vive qui almeno una specie endemica di agama testa di rospo (Phrynocephalus vlangalii).

## Conservazione
Tra il 1946 e il 1986, la popolazione umana del bacino del Qaidam è aumentata di 27 volte, fino a raggiungere i 270.000 abitanti. Questo incremento demografico è stato accompagnato da una grave riduzione della copertura forestale e dall'espansione dell'agricoltura in aree marginali. Tra le foreste che hanno subito i maggiori danni vi sono quelle di Populus euphratica nelle oasi delle vallate e quelle di conifere delle valli di montagna periferiche. Sono aumentati anche il pascolo del bestiame e la caccia. La conseguenza di questa situazione è stato il declino della fauna selvatica in tutta la regione.
Attualmente nel bacino del Qaidam non si trovano riserve naturali o aree protette di altro tipo, anche se le paludi salmastre al centro del bacino potrebbero offrire un habitat significativo per uccelli quali la gru collonero (Grus nigricollis) e l'oca indiana (Anser indicus).